# باب گانتون
رابرت پاتریک «باب» گانتون (به انگلیسی: Robert Patrick "Bob" Gunton) (زاده ۱۵ نوامبر ۱۹۴۵) بازیگر آمریکایی است. از فیلم‌های او می‌توان جنگ جهانی دوم پشت درهای بسته: استالین، نازی‌ها و غرب، ایس ونچورا، وکیل لینکلن، پیکان‌های شکسته، قلب من هاکبی، افتخار، بیگانه را بگیر، رمزگشایی آنی پارکر، کاملاً طوفانی، کشتن مرد ایرلندی، دولورس کلیبورن، جنیفر ۸، لری گی و رستگاری در شاوشنک را نام برد.